# 天一閣

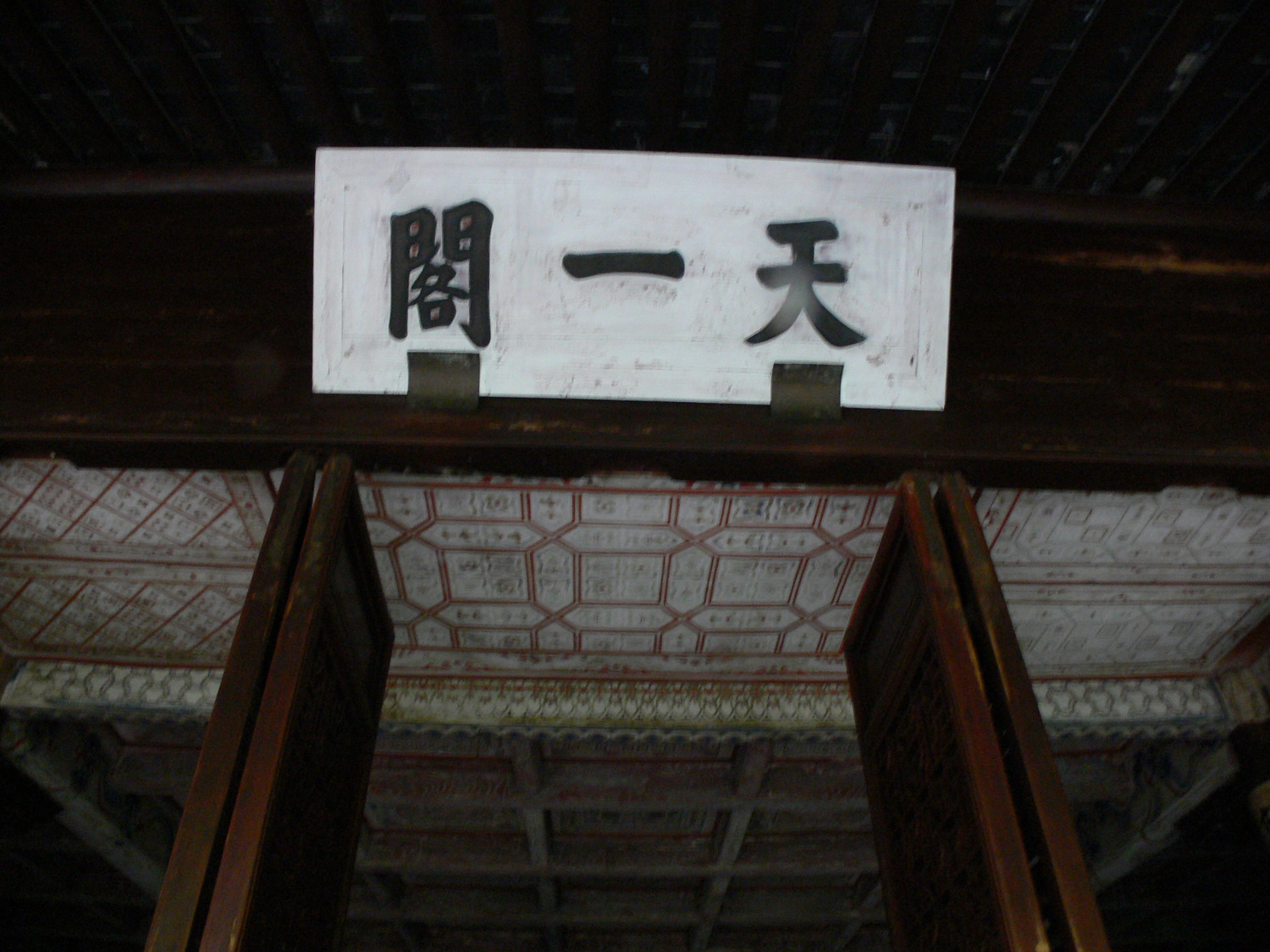

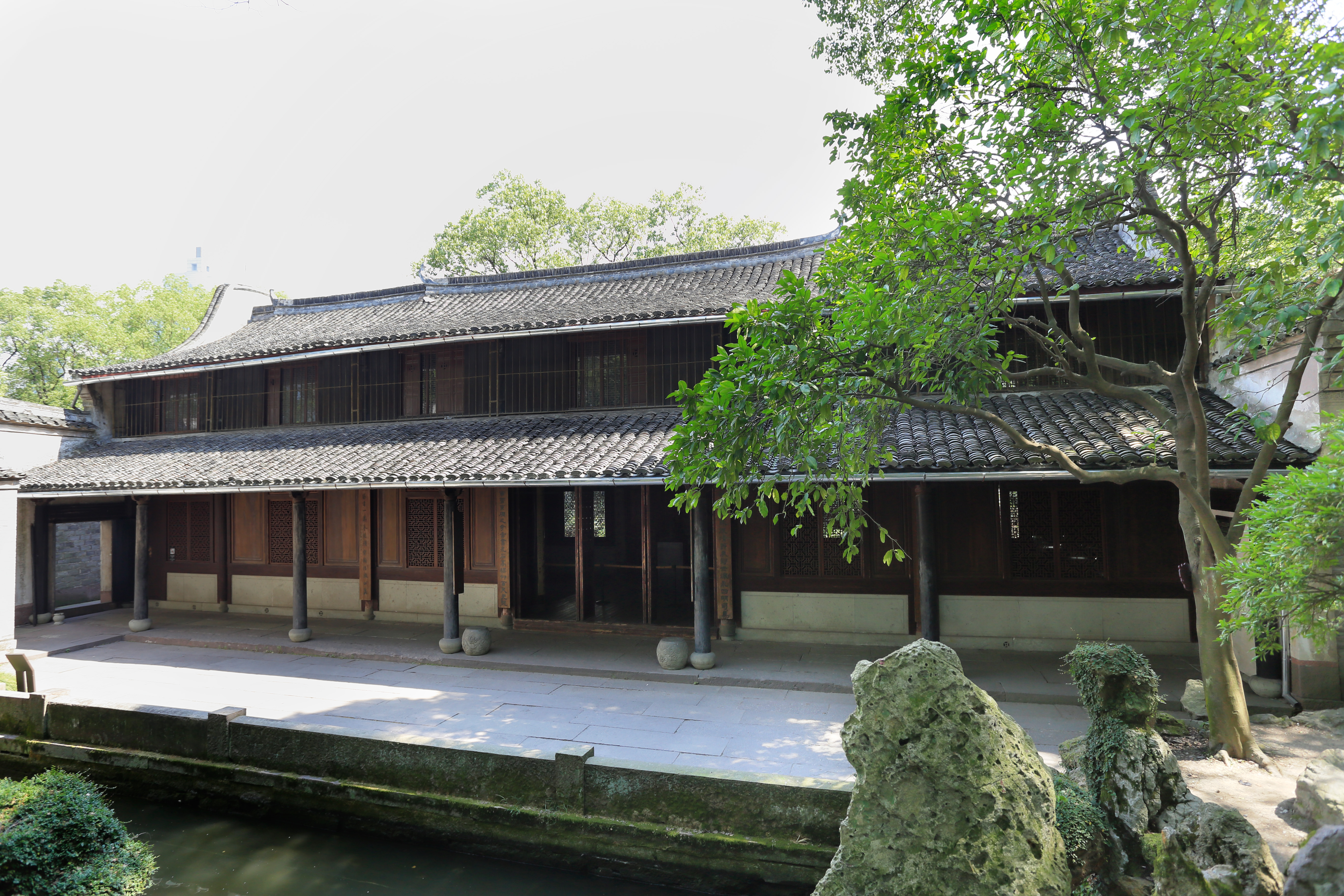
天一閣

天一閣（てんいつかく、簡体字: 天一阁、拼音: Tiān Yī Gé）は、明代の范欽が建設した、現存する中国最古の書庫である。所在地は、浙江省寧波市の海曙区で、市民の憩いの場である月湖の西側に位置する。
中国の5A級観光地（2018年認定）であり、范家の家宅と共に博物館として一般に公開され、内外から多くの観光客が訪れている。多くの文化遺産を破壊した文化大革命の中にあって、致命的な損傷を受けずにすんだ。

## 概要
范欽は、嘉靖11年（1532年）の進士で、官は兵部右侍郎にまで進んだ。江南の蔵書家が多い地方でも、その在世当時より、第一の蔵書家と称されていた。彼はその書庫を、『易』繋辞伝鄭玄注の「天一生水於北」から天一閣と名づけた。書籍にとって火は厳禁であり、それに相克する水にちなむ、縁起をかついだ命名である。階上には、二十八宿を模った28架の厨子に蔵書を入れ、その下には吸湿材を置いた。
家訓として、「夜間の立入りを禁じ、喫煙も、飲酒後の入閣も、甚だしきに至っては家の婦女の入閣さえ許可しなかった。また、書籍の帯出は禁止され、范氏一族が許可を与えない限り、その錠すら開けなかった」と言われているが、実際には、何人かの高名な文人墨客が訪れ、書籍を閲覧している。黄宗羲も天一閣に入り、天一閣の名声を高めた客の一人である。他にも、全祖望などの在野の学者が、天一閣で書籍を研究し、講義を行っていた。
こうして、その蔵書は長らく散逸することもなく伝存し、清朝で『四庫全書』が編纂された際には、602種を貸し出し473種の典籍が記録された。その功績は、その対価として『古今図書集成』10,000巻が下賜される程であった。ただし、編纂の爲に貸し出された書籍の多くは返却されなかったと言われる。
建築様式として特徴的なのは、書庫の前に防火用に開鑿された池である。天一池と言い、東側の月湖を水源とし、水量は豊富である。四庫全書を納めた文淵閣や文瀾閣も前方に消火用の池を備えている。乾隆三十九年（1774年）に乾隆帝が作った『文淵閣記』の中で「閣之制一如范氏天一閣」と書かれている。更に増えた蔵書を収める為に清代、南後背にある假山に蔵書閣を作り、そこにも書籍を収納していた。
書庫の蔵書構成に関しては、1808年の阮元編の『天一閣書目』が参考になる。そこには、4,094種の典籍が著録されている。最盛時には7万冊の蔵書量を誇ったと言う。ただ、その後の戦乱で散逸し、1889年の薛福成編の『天一閣見存書目』では、2,056種にまで減じていた。その後、1944年の趙万里等による調査時には、2,500種余りを数えている。また、明代の地方志や、寧波に於ける科挙関連の資料が見られることなどが判明している。